# Frassinoro
Frassinoro (Frasnôr in dialetto frignanese) è un comune italiano di 1 720 abitanti della provincia di Modena in Emilia-Romagna. È il comune il cui capoluogo, sede del Municipio, è posto alla quota altimetrica più alta della regione.
Fa parte dell'Unione dei Comuni del Distretto Ceramico che ha il proprio capoluogo a Sassuolo. Nel territorio del comune si trovano le frazioni di Cargedolo, Fontanaluccia, Piandelagotti, Riccovolto, Romanoro, Rovolo, Sassatella, Spervara e una parte di San Pellegrino in Alpe che rappresenta una piccola exclave all'interno della Provincia di Lucca e del Comune di Castiglione di Garfagnana.

## Geografia fisica
Frassinoro è situato nell'alto Appennino modenese a 64 km a sud est di Modena. Il comune si estende tra le vallate dei torrenti Dolo (corso d'acqua che segna il confine con la provincia di Reggio Emilia) ad ovest e Dragone ad est.

## Storia

### Simboli
Lo stemma è stato riconosciuto con decreto del capo del governo del 19 aprile 1933.
Il frassino d'oro è un'arma parlante, con riferimento al nome del comune; il monte e l'albero sono documentati come simbolo comunale dal XVI secolo, in un sigillo della comunità. La composizione dello stemma riprende l'emblema dell'ordine benedettino dell'abbazia di Frassinoro: d'azzurro, alla croce d'oro, piantata su di un monte all'italiana di tre colli d'argento; sul tutto, in fascia, la parola latina PAX in lettere maiuscole d'argento.
Il gonfalone è un drappo partito di giallo e di azzurro.

## Monumenti e luoghi di interesse
- Abbazia di Frassinoro
- Santuario della Madonna della Neve, nella frazione di Pietravolta.
- Chiesa di Santa Lucia Vergine e Martire, nella frazione di Fontanaluccia.
- Chiesa di San Benedetto, nella frazione di Romanoro.

## Società

### Evoluzione demografica
Abitanti censiti

## Infrastrutture e trasporti
La principale arteria di comunicazione del territorio è l'ex-SS 486, che unisce Modena al Passo delle Radici. Il capoluogo comune è unito alla vicina Montefiorino dalla strada provinciale 32, mentre i collegamenti con il comune reggiano di Villa Minozzo sono garantiti dalle SP 35 e 38.

## Amministrazione
| Periodo        | Periodo        | Primo cittadino   | Partito                                | Carica  | Note   |
| -------------- | -------------- | ----------------- | -------------------------------------- | ------- | ------ |
| 12 maggio 1985 | 5 maggio 1990  | Candido Fontanini | Democrazia Cristiana                   | Sindaco | [ 10 ] |
| 6 maggio 1990  | 22 aprile 1995 | Guido Barbieri    | PCI, PDS                               | Sindaco | [ 10 ] |
| 23 aprile 1995 | 12 giugno 1999 | Luigi Ferrari     | centro-destra                          | Sindaco | [ 10 ] |
| 13 giugno 1999 | 6 giugno 2009  | Elio Pierazzi     | lista civica                           | Sindaco | [ 10 ] |
| 7 giugno 2009  | 24 maggio 2014 | Gianni Fontana    | lista civica Frassinoro per tutti      | Sindaco | [ 10 ] |
| 25 maggio 2014 | 26 maggio 2019 | Elio Pierazzi     | lista civica Osiamo per il bene comune | Sindaco | [ 10 ] |
| 27 maggio 2019 | 8 giugno 2024  | Oreste Capelli    | lista civica Guardare oltre            | Sindaco | [ 11 ] |
| 9 giugno 2024  | in carica      | Elio Pierazzi     | lista civica Vivere in montagna        | Sindaco | [ 10 ] |